# Драган Коич Кеба
Драган Коич (на сръбски: Dragan Kojić или Драган Којић; известен като Драган Коич Кеба) е сръбски попфолк певец.
Издава първия си албум през 1976 г. След това издава още много албуми. Дъщеря му Наташа Коич също е популярна певица. Синът му Игор Коич е футболист в отбора DOXA Katokopias FC.

## Дискография

### Студийни албуми
- Ponoćna zvona (1984)
- Ako mi priđeš zaljubiću se (1986)
- Život te otpiše (1987)
- Zar za mene sreće nema (1989)
- Plavo oko plakalo je (1990)
- Srce piše suzama (1991)
- Srce kuca tvoje ime (1992)
- Sve ću tuge poneti sa sobom (1994)
- Siromasi (1996)
- Cveta trešnja (1998)
- Me mangavla daje (2000)
- Tiho noćas (2001)
- Zapaliću pola grada (2002)
- Bensedini (2004)
- Sve na pesmu i veselje (2006)
- Fer ubica (2013)

### Компилации
- Hitovi - U Produkciji Zorana Starčevića (1993)
- Hitovi (Produkcija Zoran Starčević) (1993)
- The Best Of (2008)

### Сингли
- Два jарана (1976)
- У сну љубим медна уста (1992) дуетна песен със Светлана Ражнатович
- Бог ми jе сведок (1997)